# Poříčko

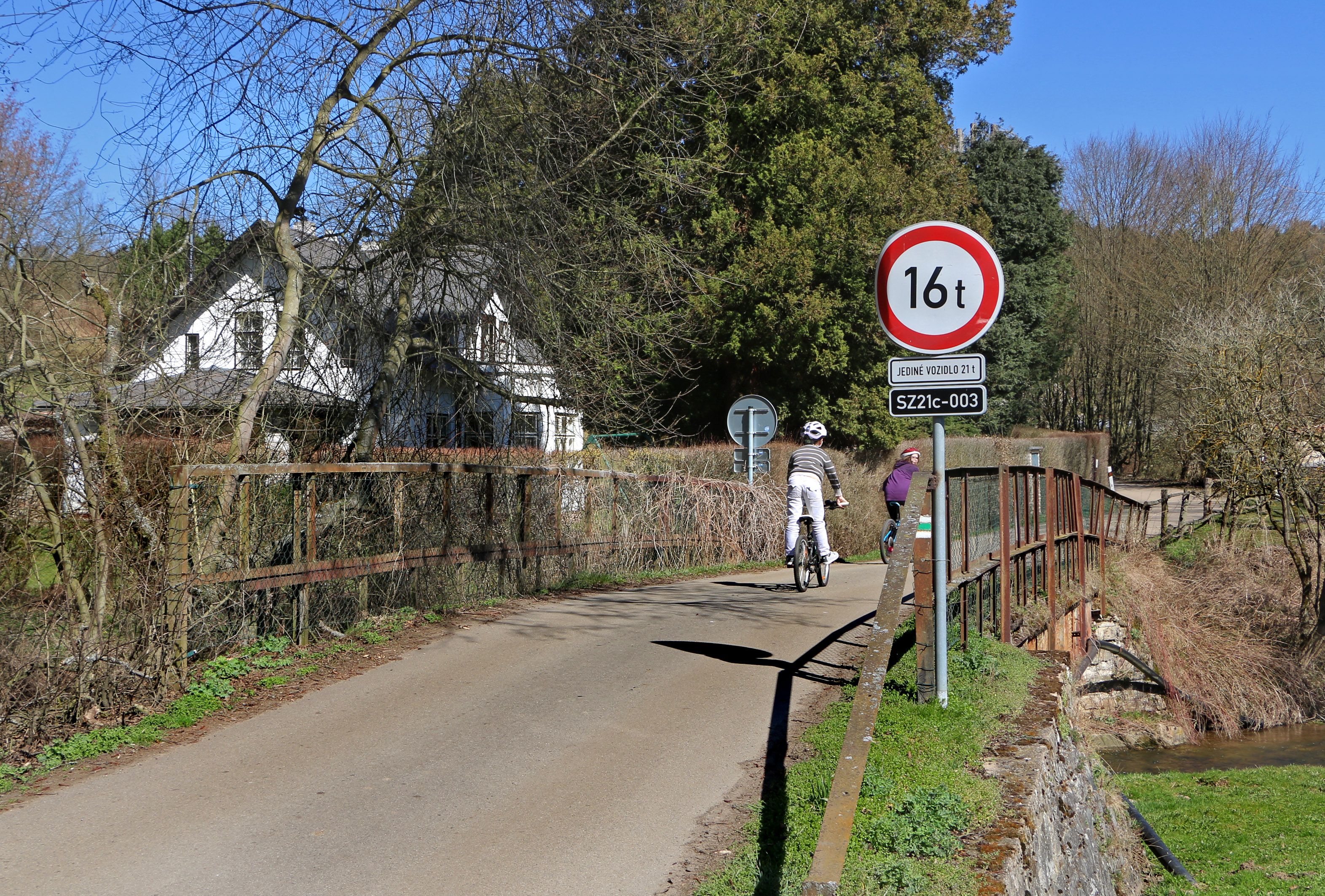
Most přes Křešický potok v Poříčku

Poříčko je osada na soutoku řeky Sázavy a Křešického potoka pod vsí Čeřenice v části Čeřenice města Sázavy. 
Původně zde stál jen mlýn, hájovna, dva další domky a rekreační vila důstojníka rakouské armády a nevedla sem silnice. Postupně vyrostlo pár chat, avšak teprve v osmdesátých letech 20. století se výrazně zvýšil počet rekreačních objektů a z Poříčka se stala chatařská oblast. Mnoho z těchto chat bylo postaveno na bývalém rybníce na základě výjimky udělené komunistickou stranou. Na zmíněném bývalém rybníce také stojí jedna stará chata patřící původně Akademické sekci Klubu českých turistů. Vede tudy značená turistická cesta z Ledečka (stanice ČD, 3 km z Poříčka) k hradu Český Šternberk (zastávka ČD, 4 km z Poříčka). Ve vile č. p. 18, kterou na počátku 20. století postavil major Roja, tvořil spisovatel Jaroslav Čejka (jehož rodině po léta polovina objektu patřila). Poříčko je také známou mykologickou lokalitou, na kterou ve 20. století jezdili mykologové Josef Herink a Jiří Kubička.[zdroj?] Na Poříčku měl chatu známý ilustrátor přírodovědných knih Květoslav Hísek.